# Evangelische Kirche (Echzell)

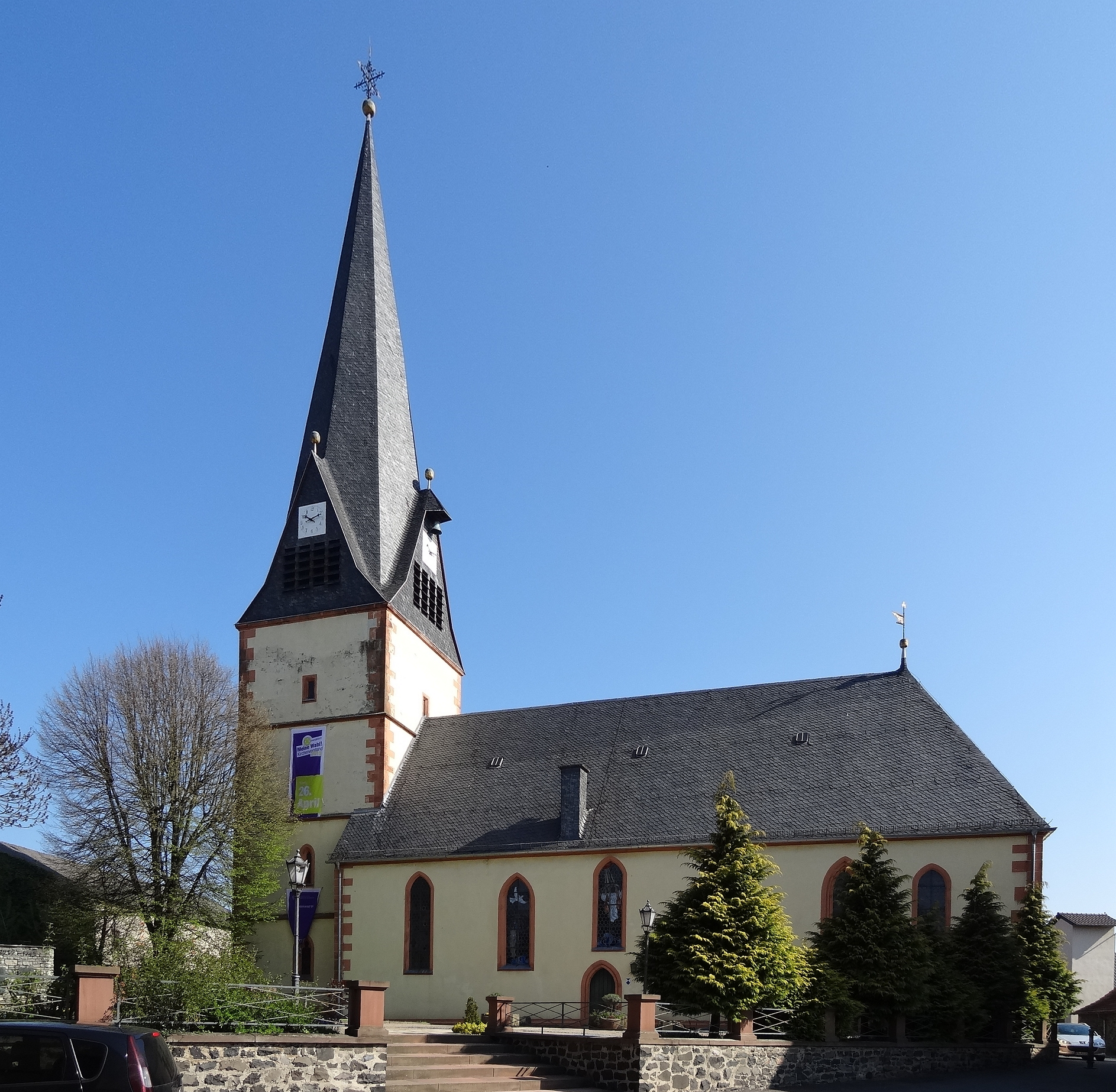
Evangelische Kirche (Echzell)

Die Evangelische Kirche Echzell ist ein denkmalgeschütztes Kirchengebäude, das in Echzell steht, einer Gemeinde im Wetteraukreis in Hessen. Die Kirchengemeinde gehört zum Dekanat Büdinger Land in der Propstei Oberhessen der Evangelischen Kirche in Hessen und Nassau.

## Beschreibung
Die  Saalkirche geht auf eine bereits zur Zeit des Römischen Reiches gebaute Villa zurück. Ihre Südwand wurde auf römischen Grundmauern errichtet. Das Frigidarium des Bades wurde in karolingischer Zeit durch Anbau einer rechteckigen Apsis an der östlichen Langseite zu einer Kirche umgestaltet. In frühromanischer Zeit wurde der Kirchturm im Westen angebaut, der allerdings wieder abgebrochen wurde, als das Kirchenschiff nach Westen auf die doppelte Länge erweitert wurde. Der im 12. Jahrhundert gebaute eingezogene Chor wurde 1724 durch einen barocken Neubau in Breite des Kirchenschiffs ersetzt. 
Im und am Kirchturm hängen vier Glocken. Die älteste wurde 1460, die zweite 1477 und die dritte 1566 gegossen. Letztere befindet sich seit 1962 als Schlagglocke außen am Turm, als sein achtseitiger, spitzer Helm erneuert wurde. Im Glockenstuhl hängt seitdem eine weitere Kirchenglocke der Glocken- und Kunstgießerei Rincker. 
Kurz nach 1649 wurde erstmals eine Orgel mit neun Registern und einem Manual von Georg Henrich Wagner aufgestellt. Sie wurde 1742 durch eine neue Orgel von Gabriel Irle ersetzt, von der der Prospekt erhalten ist. Die heutige Orgel mit 15 Registern, zwei Manualen und einem Pedal wurde 1964 von Emil Hammer Orgelbau errichtet.